# Johan Hampus Furuhjelm

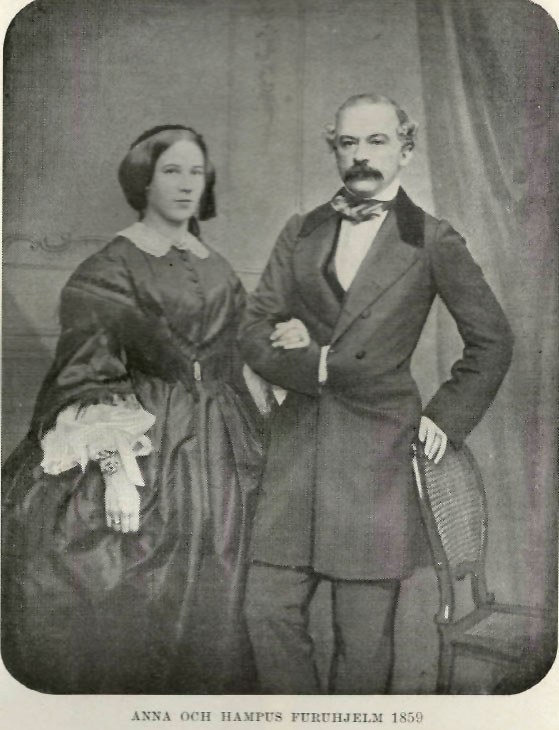
Johan Hampus Furuhjelm mit seiner Frau Anna, aufgenommen 1859 in Dresden

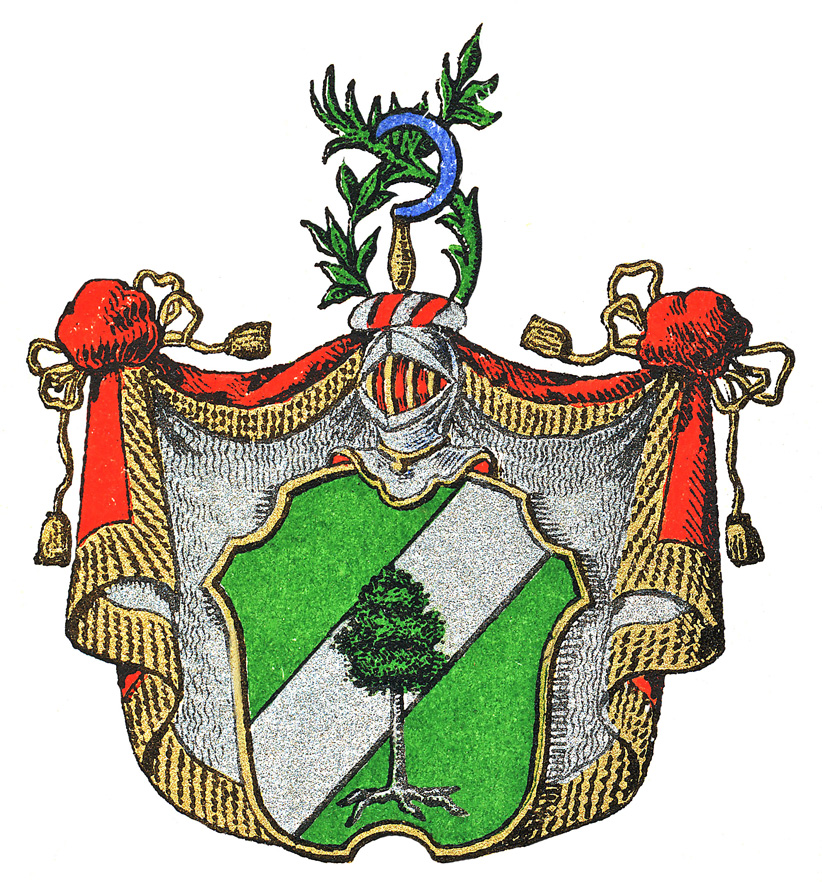
Familienwappen von Furuhjelm

Johan Hampus Furuhjelm (russisch Иван Васильевич Фуругельм (Iwan Wassiljewitsch Furugelm)) (* 11. März 1821 in Helsingfors/jetzt Helsinki; † 21. September 1909 auf Gut Honkola/bei Urjala) war ein russischer Admiral finnischer Abstammung. Er bekleidete mehrere Gouverneursposten innerhalb des russischen Reiches.
Auf dem Schiff Imperator Nikolai I. (Kaiser Nikolaus I.) kam Furuhjelm am 23. April 1851 von dem Marinestützpunkt Kronstadt bei Sankt Petersburg nach Nowo-Archangelsk. Zunächst leitete er diesen Hafen, reiste dann aber im Rahmen der Geschäfte der Russisch-Amerikanischen Kompagnie nach Kalifornien, Hawaii und nach China. Am 21. Juni 1854 wurde er zum Gouverneur der Insel Sachalin ernannt, trat aber wegen der anglo-französischen Bedrohung nicht in dieses Amt, sondern hatte lediglich den Posten als Kommandant des Hafens von Aian am Ochotskischen Meer inne. Am 25. Februar 1858 wurde Furuhjelm zum Gouverneur von Russisch-Amerika ernannt. Während seiner turnusgemäßen fünfjährigen Amtszeit förderte er den Schiffbau und verbesserte die Beziehungen mit den Indianern. Am 17. März 1864 übergab er sein Amt an Dmitri Petrowitsch Maksutow und kehrte ins Russische Kaiserreich zurück.
Am 25. Februar 1871 wurde er zum Oberkommandant aller russischen Häfen im Stillen Ozean. Er trug stark zur Entwicklung von Wladiwostok sowie der Primorskaja Oblast (Russischer Ferner Osten) bei, errichtete Hafenanlagen für die Schiffe der Sibirischen Marine und ließ Leuchttürme bauen.
Von 1874 bis 1876 war Furuhjelm Bürgermeister der Stadt Taganrog, wo er die erste öffentliche Bibliothek gründete. Der russische Schriftsteller und Dramatiker Anton Tschechow war ein häufiger Besucher dieser Bibliothek.
Furuhjelm starb 1909 im Alter von 88 Jahren, 15 Jahre nach dem Tod seiner Frau Anna, auf seinem Gutsbesitz Honkola, 5 km nordwestlich von Urjala, Finnland.
Nach Furuhjelm wurden eine kleine (2,5 × 1,5 km) Insel (Furugelm Insel) in der Peter-des-Großen-Bucht nahe der heutigen Grenze zu Nordkorea, ein Kap (Furugelm Kap) auf der Insel Sachalin, der Mount Furuhjelm auf der Ostseite von Baranof Island und eine Straße (Furuhelm Street) in Sitka (Alaska) benannt.
Seine Tochter Annie Furuhjelm (1859 bis 1937) war eine bekannte Journalistin und Frauenrechtlerin. Sie gehörte zu den ersten weiblichen Abgeordneten im finnischen Parlament.